# Eleccions al Consell Insular de Mallorca de 2015
Les eleccions al Consell Insular de Mallorca de 2015 foren una cita electoral que se celebrà el 24 de maig de 2015. Hi tenien dret de vot tots els ciutadans majors de 18 anys empadronats a Mallorca. Se celebraren en el marc de les eleccions al Parlament de les Illes Balears.

## Candidatures

### Candidatures presents al Consell Insular de Mallorca
| Partit                                       | Candidat                |
| -------------------------------------------- | ----------------------- |
| Partit Popular (PP)                          | María Salom Coll        |
| Partit Socialista Obrer Espanyol (PSIB-PSOE) | Francesc Miralles       |
| Més per Mallorca (MÉS)                       | Miquel Ensenyat Riutort |

### Candidatures sense presència al Consell de Mallorca
| Partit                                                         | Candidat                |
| -------------------------------------------------------------- | ----------------------- |
| Agrupació Social Independent (ASI)                             | Yeray Ossorio           |
| Familia y Vida (PFyV)                                          | Mª Luisa Santamaria     |
| Proposta per les Illes (PI)                                    | Antoni Pastor           |
| Guanyem Mallorca                                               | Ignasi Martín           |
| Podemos - Podem                                                | Jesús Jurado            |
| Ciutadans - Partit de la Ciutadania (C's)                      | Catalina Serra          |
| Unión, Progreso y Democracia (UPyD)                            | Antonio Francisco Ribas |
| Ecologístas los Verdes Independientes de las Baleares (ECOVIB) | Juan Roca               |
| Proyecto Liberal Español (P.LI.E)                              | Álvaro Lamilla          |

## Enquestes d'opinió
| Enquesta               | PP      | PSIB-PSOE | MÉS   | PODEM   | PI     | Guanyem-EU | UPyD  | C's     |
| ---------------------- | ------- | --------- | ----- | ------- | ------ | ---------- | ----- | ------- |
| Eleccions 2011(5/2011) | 47%     | 24%       | 11%   |         | 8%*    | 3%         | 2%    |         |
| Projecció d'escons     | 19      | 10        | 4     |         | 0      | 0          | 0     |         |
| Ultima Hora(5/2012)    | 42%     | 23%       | 14%   |         | 6%*    | 4%         | 5%    |         |
| Projecció d'escons     |         |           |       |         |        |            |       |         |
| Ultima Hora(12/2012)   | 40%     | 24%       | 13%   |         | 7%*    | 5%         | 5%    |         |
| Projecció d'escons     | 15      | 9         | 5     |         | 2      | 1          | 1     |         |
| Ultima Hora(6/2013)    | 41%     | 26%       | 12%   |         | 5%*    | 7%         | 5%    |         |
| Projecció d'escons     | 15-16   | 10        | 4     |         | 1-2    | 1          | 0     |         |
| Ultima Hora(3/2014)    | 39%     | 25%       | 14%   |         | 4%*    | 8%         | 6%    |         |
| Projecció d'escons     |         |           |       |         |        |            |       |         |
| Ultima Hora(5/2014)    | 38%     | 21%       | 13%   | 8%      | 4%*    | 6%         | 6%    | 1%      |
| Projecció d'escons     | 15      | 8         | 5     | 2       | 0-1    | 1-2        | 1     | 0       |
| Ultima Hora(9/2014)    | 37%     | 20%       | 10%   | 16%     | 5%*    | 3%         | 4%    | 2%      |
| Projecció d'escons     | 15      | 8         | 4     | 4-5     | 1      | 0          | 0-1   | 0       |
| Ultima Hora(2/2015)    | 34%     | 19%       | 8%    | 21%     | 6%*    | 3%         | 2%    | 5%      |
| Projecció d'escons     | 13-14   | 7-8       | 2-3   | 7-8     | 1-3    | 0          | 0     | 0-1     |
| Ultima Hora(5/2015)    | 32%-33% | 18%-19%   | 8%-9% | 13%-15% | 4%-6%* | 3%-5%      | 1%-2% | 15%-17% |
| Projecció d'escons     | 11-12   | 6-7       | 2-3   | 5-6     | 0-2    | 0-1        | 0     | 5-6     |

- Suma de CxI i Lliga

## Resultats
| ← Eleccions al Parlament de les Illes Balears de 2015 24 de maig de 2015 → |        |       |        |                                                  |
| Circumscripció de Mallorca (33 escons)                                     |        |       |        |                                                  |
| Partit                                                                     | Vots   | %     | Escons | Dif.                                             |
| Partit Popular (PP)                                                        | 95.110 | 27,78 | 10     | -9                                               |
| Partit Socialista de les Illes Balears (PSIB-PSOE)                         | 61.276 | 17,90 | 7      | -3                                               |
| Més per Mallorca (MÉS)                                                     | 59.344 | 17,33 | 6      | +2                                               |
| Podem Illes Balears (PODEMOS-PODEM)                                        | 49.108 | 14,34 | 5      | +5                                               |
| Proposta per les Illes (EL PI)                                             | 32.143 | 9,39  | 3      | +3 abans Lliga-IB i CxI                          |
| Ciutadans (C's)                                                            | 24.955 | 7,29  | 2      | +2                                               |
| Guanyem Mallorca (GUANYEM MALLORCA)                                        | 5.915  | 1,73  |        | abans Esquerra Unida de les Illes Balears (EUIB) |
| Unión Progreso y Democracia (UPyD)                                         | 3.133  | 0,92  |        |                                                  |
| Ecologistas Los Verdes Independientes de las Islas Baleares (ECOVIB)       | 2.280  | 0,67  |        |                                                  |
| Agrupación Social Independiente (ASI)                                      | 1.047  | 0,31  |        |                                                  |
| Familia y Vida (PFyV)                                                      | 1.026  | 0,30  |        |                                                  |
| Proyecto Liberal Español (P.LI.E)                                          | 667    | 0,19  |        |                                                  |

A part, es varen recomptar 6.377 vots en blanc, que suposaven l'1,86% del total dels sufragis vàlids.

### Consellers electes
- Maria Salom Coll (PP)
- Jeroni Salom Munar (PP)
- Catalina Cirer Adrover (PP)
- Onofre Ferrer Riera (PP)
- Catalina Soler Torres (PP)
- Mauricio Rovira de Alós (PP)
- Margalida Isabel Roig Catany (PP)
- Antoni Serra Comas (PP)
- Esperanza Catalá Ribó (PP)
- Joan Rotger Seguí (PP)
- Francesc Miralles Mascaró (PSIB-PSOE)
- Maria Francesca Servera Pascual (PSIB-PSOE)
- Cosme Bonet Bonet (PSIB-PSOE)
- Lorena Oliver Far (PSIB-PSOE)
- Javier de Juan Martín (PSIB-PSOE)
- Maria del Carmen Palomino Sánchez (PSIB-PSOE)
- Miquel Àngel Coll Canyelles (PSIB-PSOE)
- Miquel Ensenyat Riutort (MÉS)
- Margalida Puigserver Servera (MÉS)
- Joan Font Massot (MÉS)
- Mercè Bujosa Estarellas (MÉS)
- Lluís Enric Apesteguia Ripoll (MÉS)
- Apol·lònia Miralles Xamena (MÉS)
- Jesús Juan Jurado Seguí (PODEMOS-PODEM)
- Maria Roser García Borràs (PODEMOS-PODEM)
- Lucas Gálvez Garrido (PODEMOS-PODEM)
- Aurora Ribot Lacosta (PODEMOS-PODEM)
- Iván Sevillano Miguel (PODEMOS-PODEM)
- Antoni Pastor i Cabrer (El PI)
- Francisca Mora Veny (El PI)
- Antoni Amengual Perelló (El PI)
- Catalina Serra Garcías (Cs)
- Estanislao Pons Cuart (Cs)